# مركز اتصالات
مركز الاتصالات هو حلقة الوصل بين مقدَم الخدمة والمتلقي وهوالمكتب المركزي لتلقي وايصال العديد من الطلبات المقدمة عبر الهاتف. ومركز الاتصالات تشغله شركة لدعم المنتجات أو التعامل مع الاستفسارات وتقديم المعلومات للمستهلكين
التسويق بالهاتف|يقوم مركز الاتصالات بعمل المكالمات الصادرة للتسويق بالهاتف والتعامل مع العملاء وتقديم خدمات المنتجات وتحصيل الديون أيضا. (telemarketing) إضافة إلى مركز الاتصالات فان التعامل الجماعي مع الرسائل و
الفاكسات والدردشات والبريد الإلكتروني في مكان واحد يدعى بمركز الاتصالات المجمع.
مركز الاتصالات غالبا ما يستخدم مساحة واسعة مفتوحة للعمل لموظفيه حيث يجلس كل منهم على مكتب منفصل، ويحتوى كل مكتب على حاسب لكل موظف وهاتف وسماعة، كما يتصل الحاسب الآلي لكل موظف بمفتاح لتحويل الاتصالات وواحد أو أكثر من الحواسيب الآلية لمشرفى المركز. ويمكن للمركز ان يعمل بشكل مستقل أو
ان يرتبط من خلال الشبكات مع مراكز أخرى، وغالبا ما ترتبط تلك المراكز بشبكة الحاسوب للشركات التي ترتبط بدورها بحاسبات عملاقة وحواسيب صغيرة الحجم وشبكات المحلية. نظام التكامل الحاسوبى الهاتفى أصبحت مسارات الصوت والبيانات في المركز ترتبط مع بعضها البعض بشكل متزايد من خلال مجموعة من التقنيات الجديدة التي تدعى نظام التكامل الحاسوبى الهاتفي(ت ح هـ). (computer telephony integration)
معظم الشركات الكبرى تستخدم مراكز الاتصال للتواصل مع عملائها.ومن الأمثلة على ذلك شركات المرافق، وتجار التجزئة الذين يستخدمون البريد لتسويق منتجاتهم وأقسام دعم العملاء لاستخدام أجهزة وبرامج الحاسوب.بعض الشركات تقوم كذلك بتوفير بعض الخدمات الداخلية لاقسامها من خلال مراكز الاتصالات.ومن أمثلة ذلك
مكاتب المساعدة، والدعم المالي للشراء بالتجزئة، ومكاتب دعم المبيعات.

## تقنية مركز الاتصالات

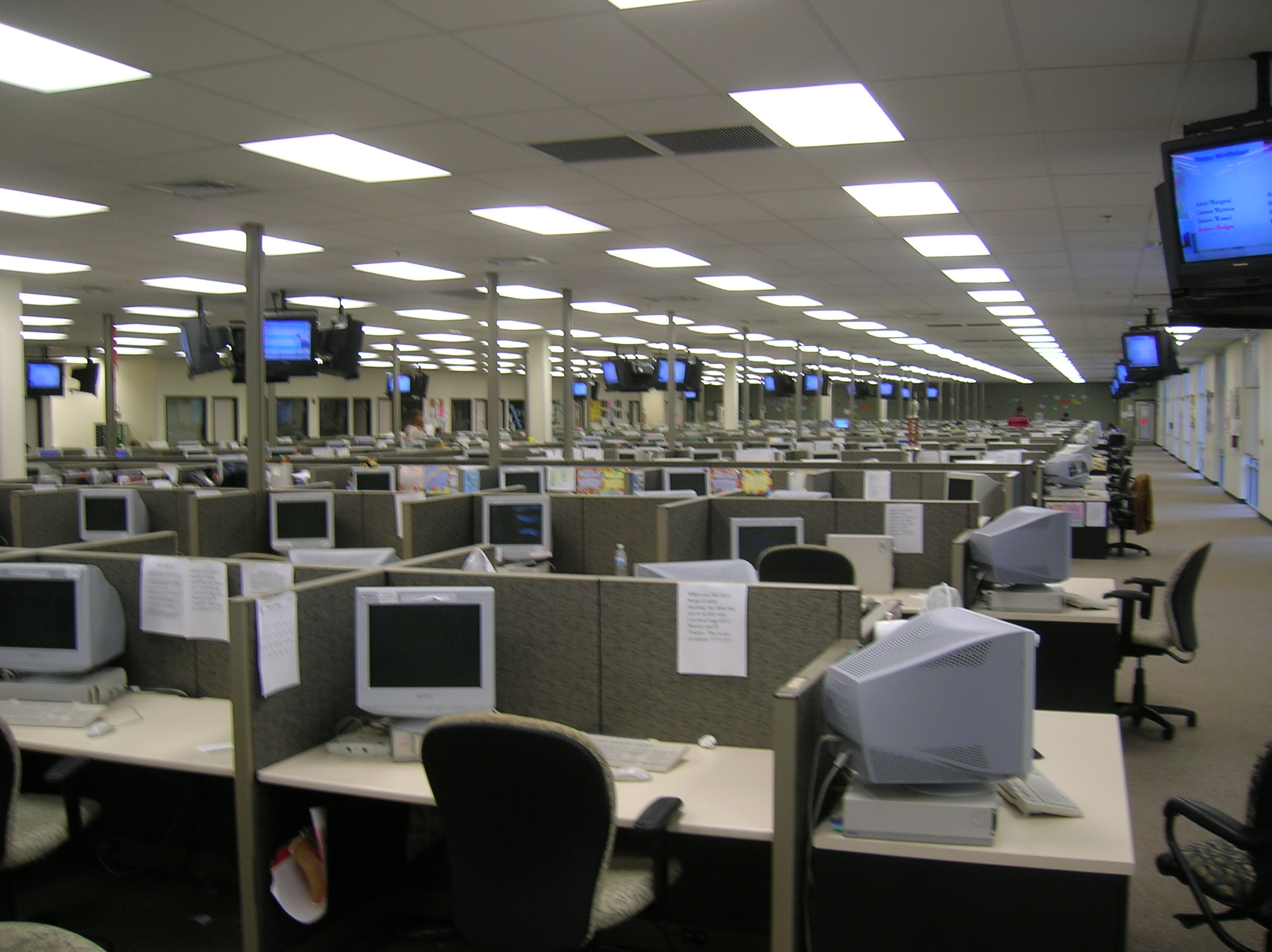
هناك مجموعات كبيرة جدا من مراكز الاتصال بليكلاند بفلوريدا.

تقنية مركز الاتصالات تخضع للتحسينات والابتكارات.بعض هذه التقنيات تشمل تمييزالكلام وتوليفه باستخدام برامج الحاسب الآلي للسماح للحواسيب للتعامل مع المستوى الأول من مستويات دعم ومعاونة العملاء، والبحث في النصوص ومعالجة اللغة الطبيعية وذلك للتفاعل البناء مع العملاء ولتدريب الموظفين عن طريق الباحث الآلى
على أفضل الممارسات من المكالمات السابقة، وغيرها من التقنيات لتحسين إنتاجية الموظفين والارتفاع بمستوي رضا العملاء. يؤدي الانتقاء الآلي أو التوجيه الآلي إلى تحسين الكفاءة أيضا، سواء بالنسبة للاتصالات المستلمة والصادرة حيث يتم التعامل مع الاتـصالات المستلمة سريعا بتو جيهها للموظف الملائم والمسئول للتعامل مع هذه المهمة، مع التقليل من فترات الانتظار، وتقليص القائمة
الطويلة من الخيارات المتاحة للافراد المتصلين، وكذلك الحال بالنسبة للمكالمات الصادرة، حيث يتيح نظام الأنتقاء الآلي للإدارة تحديد الموظف الذي يمكن أن يضطلع بالمهمة بناء على عدة عوامل من بينها المهارة والعوامل الاجتماعية والاقتصادية والأداء في الماضي، ونسبة احتمال إنهاء عملية البيع في الاتصال الواحد.
(الطابور الدولي أن مفهوم الطابور الدولي يضع معايير لعملية معالجة الاتصالات من خلال عدة تقنيات مثل الفاكس والهاتف، والبريد الإلكتروني.) (Universal Queue)

## براءات الاختراع

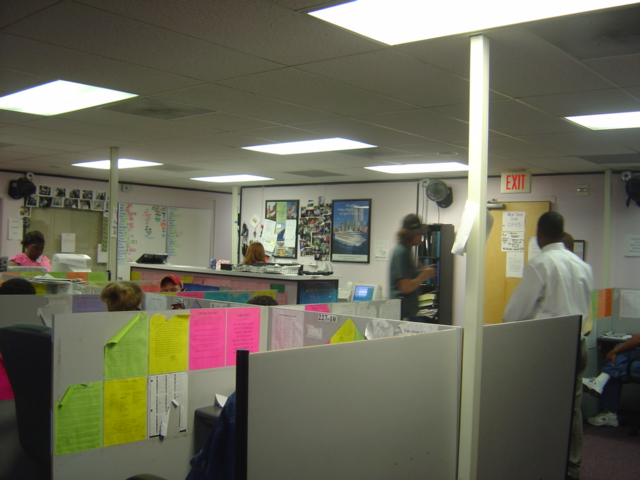
طابق في مبنى لمراكز الاتصالات

هناك عدد كبير من براءات الاختراع التي تغطي جوانب مختلفة من عمليات مراكز الاتصال، والأنظمة الآلية، والتقنية. (براءة اختراع) واحد من أوائل المخترعين في هذا المجال هو كا تز أ. رونالد الذي لديه أكثر من 50 براءة
اختراع متعلقة بأرقام الهاتف المجانية، والمصاحب الآلي، والتوزيع الآلي للكلام، ووحدة الاستجابة الصوتية، والتكامل الحاسوبى الهاتفي التكامل وتمييز الكلام.

## آليات مراكز الاتصال
في كثير من الأحيان تنقسم الاتصالات لمكالمات صادرة وأخرى مستلمة.الاتصالات المستلمة هي اتصالات يجريها المستهلك للحصول على المعلومات، أو للإبلاغ عن وجود خلل، أو لطلب المساعدة.اما الاتصالات الصادرة فهي تختلف اختلافا كبيرا عن الاتصالات المستلمة، حيث يجرى الموظف الأتصالات مع المشترين المحتملين
بنية بيع منتج ما أو تقديم خدمة للفرد. ومن الممكن الجمع بين حملات الاتصالات المستلمة والصادرة ولكن ليس هذا ممارسة شائعة.
موظفو مراكز الاتصال في كثير من الأحيان يتم تنظيمهم في نظام إداري متعدد المستويات لتحقيق كفاءة أفضل في التعامل مع المكالمات.المستوى الأول في هذا النموذج التنظيمى يتكون من المشغلين، الذين يوجهون الاستفسارات مباشرة إلى الإدارة المعنية ويقدمون معلومات عامة من الدليل. إذا طلب المتصل المزيد من المساعدة، ترفع
المكالمة إلى الدرجة الثانية، حيث يمكن حل معظم المطالباتا.في بعض الحالات، قد يكون هناك ثلاثة مستويات أو أكثر لتقديم المساعدة.فإذا طلب المتصل المزيد من المساعدة، يحول المتصل إلى المستوى الثالث من الدعم الذي يديره المستوي الثالث والذي يتشكل من مهندسي الإنتاج / المطورين أو موظفي الدعم التقني للمنتج وهم
موظفون علي درجة عالية من المهارة.
مراكز الاتصال لهم منتقديهم.بعض النقاد المعارضون لمراكز الاتصال يقولون إن أجواء العمل في مثل هذه البيئة هي اجواء لاإنسانية كما يشير آخرون إلى انخفاض معدلات الأجور والممارسات التقييدية التي تطبق من قبل بعض أرباب العمل. وهناك الكثير من الجدل حول أمور مثل الحد من مقدار الوقت الذي يمكن أن يمضيه الموظف في دورة
المياه. علاوة على ذلك، فإن مراكز الاتصال كانت موضوع الشكاوى التي يقدمها الكثير من المتكلمين الذين يشتكون في كثير من الأحيان من الموظفين في
تلك المراكز الذين ليس لديهم ما يكفي من المهارات أو السلطة لحل المشاكل،  كما يشتكون أن الموظفين الذين يعملون تحت تلك الظروف اللإنسانية في كثير من الأحيان يظهرون اللامبالاة حتى لأكثر العملاء اساءة لهم.
نظرا لطبيعة التقنية العالية للعمليات في هذه المكاتب، فان عملية المتابعة اللصيقة لأنشطة الموظفين سهل يسير ويطبق علي نطاق واسع. يمكن القول أن هذه فائدة تمكن الشركة من وضع خطة عمل أفضل وتنظيم امثل لموظفيها.
بعض الناس يتجادلون في أن هذه المتابعة اللصيقة انتهاك لحق الإنسان في الخصوصية.

## أنواع مختلفة من مراكز الاتصال
هناك بعض الأنواع المحتلفة من نماذج مراكز الاتصال كما هو مذكور أدناه:
- مركز الاتصال التجميعى - هو مركز يدعم التفاعل مع العملاء من خلال مجموعة متنوعة من الوسائط بما في ذلك -دون الاقتصار بالضرورة على- الخدمات الهاتفية والبريد الإلكتروني والإنترنت والدردشة.
- مركز الاتصالات المستلمة  - هي مراكز غالبا وحصريا ما تتعامل مع المكالمات الداخلة (مكالمات يقوم بها العملاء).
- مركز الاتصالات الصادرة  - هو مركز الاتصالات الذي يقوم فيه الموظفون بالتحدث مع العملاء أو مسئولي المبيعات.
- مركز الاتصالات المختلطة  - هو مركز يجمع ما بين عملية التوزيع الآلي للمكالمات المستلمة والقيام بعمل المكالمات الصادرة على أساس ما مما يرفع كفاءة الموظفين في استخدام وقتهم حيث يمكن لكل موظف (سواء كان يستقبل المكالمات أو يقوم بعملها) ان يتعامل مع الفائض من مكالمات الموظف الآخر.

## أداء وانتقادات مراكز الاتصال
إن معظم الانتقادات الموجهة لمراكز الاتصال تندرج عامة تحت عدد من المواضيع المشتركة، سواء من جهة المتصلين بتلك المراكز أو وموظفيها. انتقادات المتصلين تشمل ما يلي:
- عاملو التليفون الذين يستخدمون نصوص موضوعة
- عاملو التليفون الذين ليس لديهم الخبرة الكافية (بخاصة من حيث إمكانية انتقاء المكالمات وتوجيهها)
- عاملو التليفون الغير مدربين أو الذين ليست لديهم الكفاءة في التعامل مع طلبات العملاء بصورة فعالة.
- المراكز خارج البلاد ومشاكل اللغة واللكنات
- جدولة المكالمات بالنظم الآلية - هذه الأنظمة عادة ما تتسبب في ابقاء العملاء على الحط لفترات طويلة جدا.
- الشكاوى من أن إدارات الشركات لا تتواصل مع بعضها البعض
- الخداع بشأن موقع مراكز الاتصال (على سبيل المثال تقوم بعض المراكز بإعطاء أسماء أنجليزية زائفة للعاملين في المراكز خارج إنجلترا لتعطى انطباعا انهم يعملون بإنجلترا)
- الطلب من المتصل ان يقوم بتكرار نفس المعلومات عدة مرات

انتقادات الموظفين تشمل ما يلي:
- الفحص الدقيق من قبل الإدارة (مثل عمل العديد من المكالمات العشوائية للمتابعة)
- انخفاض المرتبات (الأجور والعلاوات)
- الممارسات التقييدية أثناء العمل (بعض عاملى التليفون يجب أن يتبعوا نصوص كتابية موضوعة مسبقا ولا يجوز لهم ان يحيدوا عنها)
- الضغوط النفسية: هذة مشكلة مشتركة بين كل من يتعاملون مباشرة مع العملاء
- تكرارالمهام الوظيفية
- وسوء ظروف العمل (مثل سوء المرافق وسوء الصيانة والتنظيف، ومكتظة وظروف العمل، وتدخل الإدارة، والافتقار إلى الخصوصية وصاخبة)
- التعرض لمشاكل ضعف البصر والسمع
- فظاظة وسوء معاملة العملاء

إن خلاصة تلك الانتقادات ان مراكز التصالات كمراكز للعمليات التجارية لها مستويات عظيمة التباين.ان تجربة العملاء والنتائج التي تحققها الشركات من المكالمات التي يتم اجرائها تكاد تعتمد اعتمادا كليا على كفاءة الموظف الذي يجريها. ولقد بدأت مراكز الاتصال معالجة هذه المشكلة باستخدام حلول صوتية يدعمها الموظفون وذلك لتوحيد العملية التي يتبعها جميع الموظفين. انطون وفيلبس وضعوا دليلا مفصلا عن كيفية
إجراء تقييم أداء الأعمال في حين يقوم البعض الآخر باستخدام مختلف التقنيات العلمية للقيام بتلك العمليات. بيد أن استخدام المهارات الشخصية والنهج القائمة هي بدائل مستحبة أكثر. أن مختلف التحديات التي يواجهها مشغلي مراكز الاتصالات يناقشها العديد من المؤلفين.

## أقامة النقابات لمراكز الاتصالات
بذلت النقابات في أمريكا الشمالية بعض الجهود لضم أعضاء من هذا القطاع بما في ذلك عمال الاتصالات في أمريكا. في أستراليا تمثل نقابة عمال مراكز الاتصالات الأتحاد العمالي وتعد أنشطتها
جزءا من الحركة العمالية الأسترالية. وفي أوروبا يساعد الاتحاد العالمي الوحدوي بسويسرا في إقامة نقابة في هذا المجال.

## المعيارية
حاليا لا توجد معايير دولية بخلاف مجموعة الايزو 9000 لتطبق على هذه الصناعة الخدمية (أيزو 9000). ومع ذلك فأنه يوجد هناك بعض التوجيهات وإجراءات التشغيل القائمة على شبكة الإنترنت يمكن
استخدامها.

## النظرية الرياضية
Queuing theory نظرية المصفوفات هي فرع من الرياضيات قام بوضع نماذج لأنظمة الاصطفاف. مركز الاتصالات يمكن أن يعد شبكة من المصفوفات. النماذج يمكن تطبيقها للرد على الأسئلة المتسلسلة التي تستقبلها مراكز الاتصالات.عمليات مراكز الاتصالات تدعمها النماذج الرياضية وليست فقط المصفوفات فتتعداها لتشمل عمليات البحث والتي تبحث مجموعة واسعة من المشاكل.

## قراءات اضافية
- ل. كنيدي - مراكز الاتصالات - كلية الهندسة الكهربائية والمعلومات، جامعة ويتواترسراند، 2003.
- ماسى دي ام بى وفيشر ام ج، هاريس اسي ام "التحليل العددي لقواعد التوجيه لمراكز الاتصالات، مجلة الاتصالات السلكية واللاسلكية، 1998. http://www.noblis.org/Publications/TR98_8.doc نسخة محفوظة 26 فبراير 2009 على موقع واي باك مشين.
- الصحة والسلامة والبيئة على موقع شبكة الإنترنت www.hse.gov.uk/lau/lacs/94-2.htm مبادئ ممارسات العمل قي مراكز الاتصالات.
- دونا فلوس - " الوقت الحقيقي في مركز الاتصالات"، 2005 AMACOM
- وأر فان ديك وج فيشر وسى ويكينج وكاى مولتزن وجاى ويج يناير 2006 دوافع العمل ووتحديد النظام الإداري وضمان السلامة والعدالة في العمل بمراكز الاتصالات.العمل والضغط النفسى عدد 20(1)، 60-83.